# Менегація продірявлена
Менегація продірявлена (Menegazzia terebrata) — лишайник родини пармелієві (Parmeliaceae) порядку леканорові (Lecanorales).

## Опис
Талом листкуватий, розеткоподібний, притиснутий до субстрату, в центрі часто відмирає. Лопаті вузькі, 1-3 мм шириною, дихотомічно розгалужені, на кінцях вилчасті. Верхня поверхня білувато або сірувато-зеленувата, в центрі темніша, гладка, матова, з округлими отворами в місцях розгалуження і манжетоподібною сораллю на кінцях піднімають бічних лопастинок; нижня поверхня чорна, по краях коричнева, сильно зморшкувато-складчаста, розвинена краще верхньої. Серцевина з порожниною. Апотецій зустрічається рідко, з червонувато-коричневим диском. Розмножується вегетативно.

## Поширення
Ареал виду охоплює океанічні і субокеанічні райони Європи, Азії, Мадагаскару, Північної і Південної Америки, Гавайських островів; в континентальних областях зустрічається в горах.

## Охоронний статус

### У Росії
Рідкісний вид. Занесений до  Червоної книги Росії і в ряд Червоних книг суб'єктів Російської Федерації. Росте на території декількох особливо охоронюваних природних територій Росії.

### В Європі
Вид занесений до  Червоної книги Республіки Білорусь. Охороняється в  Польщі і Литві.